# Comparador del sector público

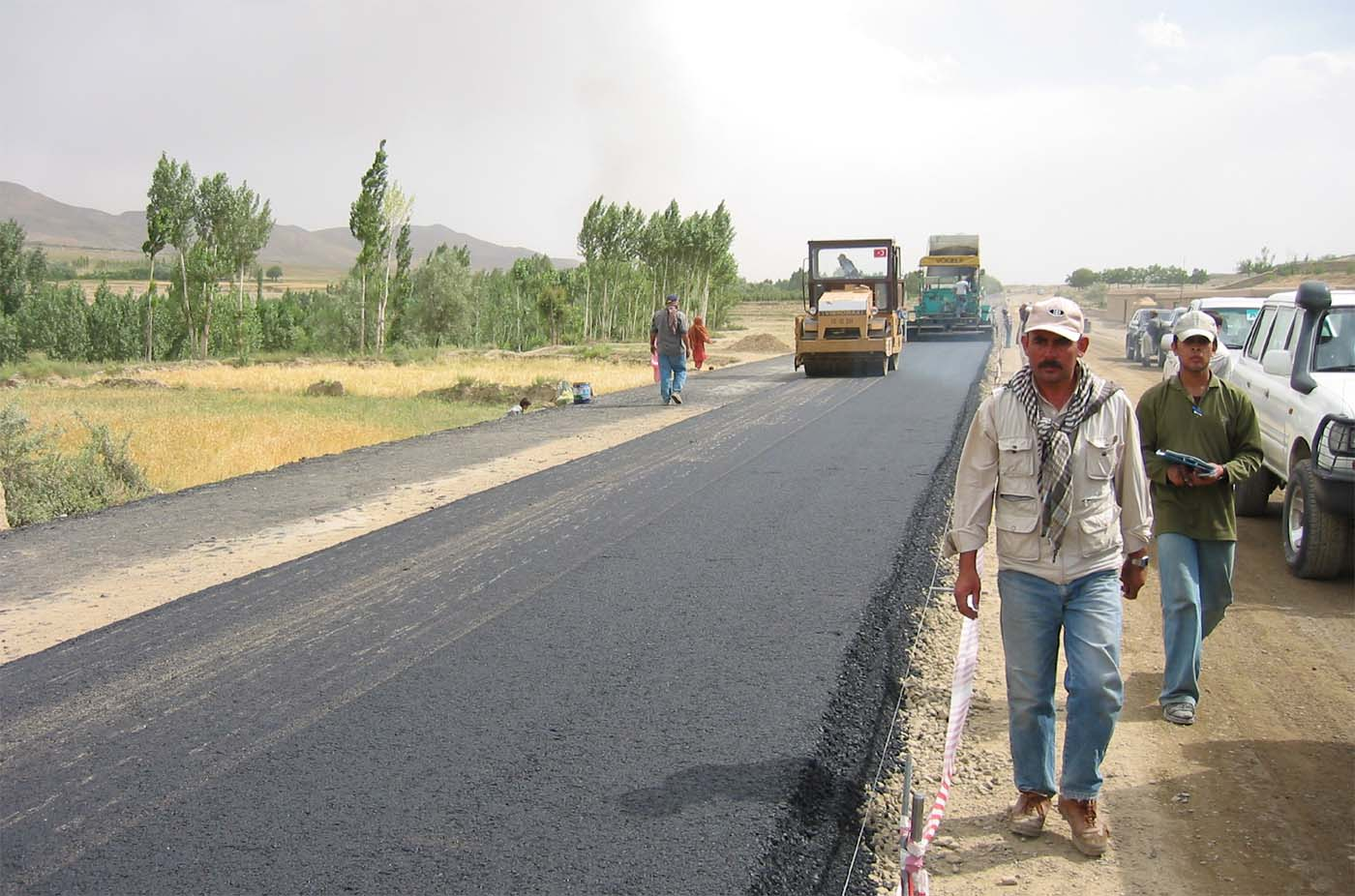
Construcción de la autopista Kabul-Kandahar, un ejemplo de proyecto para el que podría emplearse un comparador del sector público

En el ámbito de la Administración pública, un comparador del sector público (que se traduce también del inglés, donde se originó el concepto, como comparador público-privado) es una herramienta utilizada por un gobierno (estatal, regional o municipal) para determinar el proveedor más apropiado para un proyecto público (que puede ser tanto una infraestructura, por ejemplo un puente o una carretera, como un servicio, por ejemplo encarcelamiento de presos condenados o formación de desempleados). Consiste en una estimación del coste que ese gobierno pagaría si él mismo llevara a cabo el proyecto. El Banco Mundial tiene su definición propia: "un comparador es utilizado por un gobierno para tomar decisiones testando [en el tercer sentido del verbo "testar"] si una propuesta de inversión privadas ofrece valor por dinero en comparación con la forma más eficaz de aprovisionamiento público."
Generalmente, el comparador del sector público permite a los gobiernos calcular qué manera de organizar el proyecto (una asociación público-privada o APP, gestión enteramente pública u otras) sería más eficaz a menor coste. Estos comparadores se utilizan generalmente en Reino Unido, Australia, Hong Kong y Canadá.
Un informe de la Internacional de Servicios Públicos afirma que en el Reino Unido estas comparaciones han sido objeto de numerosas críticas por parte de académicos, auditores y comisiones parlamentarias. No se han realizado bien, no se han expuesto a cuestionamientos y debate adecuados y están sistemáticamente sesgadas en favor de las APP.